# Odoardo Corsini
Odoardo Corsini, o Edoardo, nato Silvestro, (Fellicarolo, 5 ottobre 1702 – Pisa, 27 novembre 1765), è stato un religioso, matematico e filosofo italiano.

## Biografia
Studiò nel Collegio dei padri scolopi fananesi, dove entrò quale novizio nel 1717 e in seguito si trasferì nel Noviziato di Firenze.
Le sue capacità lo portarono a diventare docente di filosofia a soli vent'anni presso la stessa scuola nel 1723, prima ancora dell'ordinazione sacerdotale del 1725. Distintosi per le sue Istituzioni (Institutiones) di filosofia e geometria, Corsini fu poi sostituito da Alberto Pappiani nell'insegnamento presso la scuola e promosso alla docenza presso l'Università di Pisa, dove si trasferì e vi insegnò fino alla sua morte.
Tuttavia nel periodo che va dal 1754 al 1760, il Corsini fu eletto Superiore Generale e dovette trasferirsi a Roma.
I principali campi di studio ai quali si applicò furono: la filosofia, la cronologia, l'epigrafia, la filologia e la numismatica ma si interessò anche di matematica, di logica, di fisica, di idraulica, di didattica, di storia e di lettere antiche e moderne.

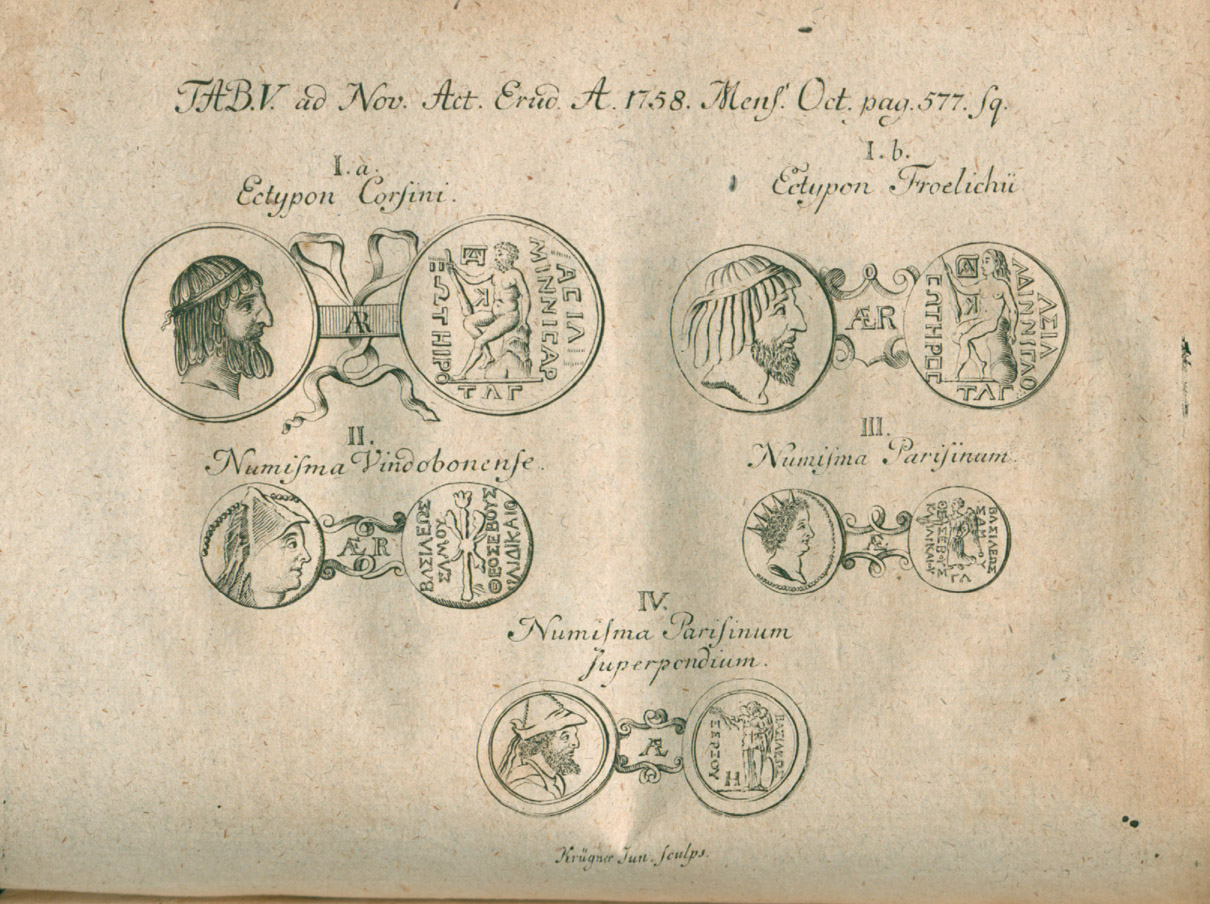
Illustrazione relativa alle recensioni su De Minnisari e Dubia de Minnisari pubblicate negli Acta Eruditorum del 1758

## Opere

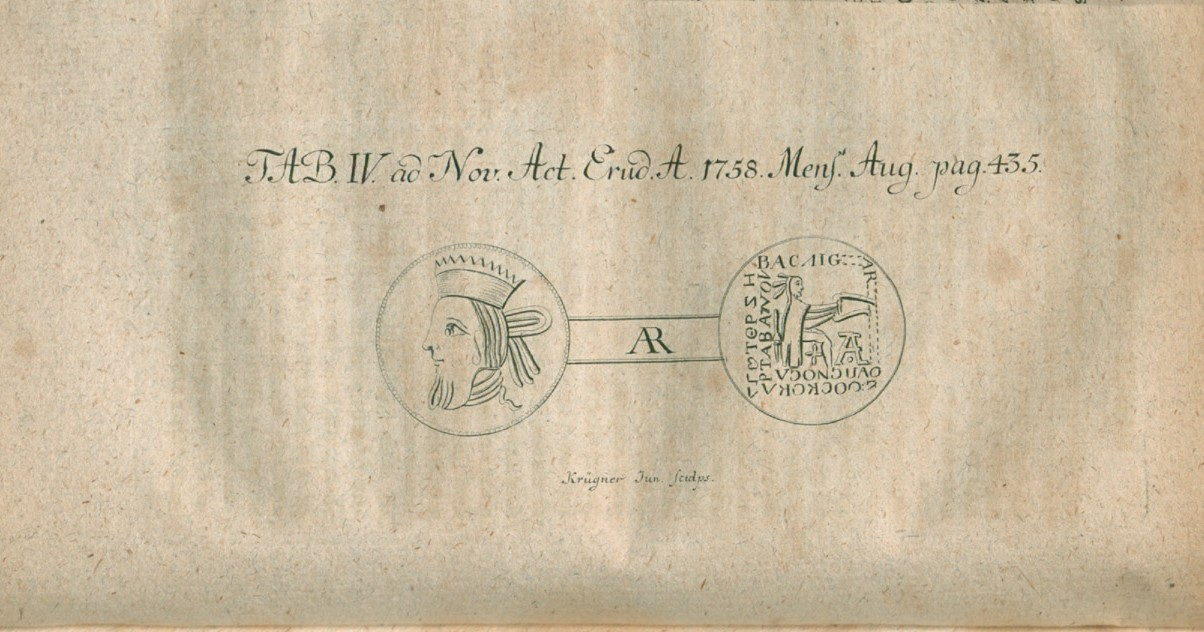
Illustrazione relativa allEpistola ad Paulum M. Paciaudum pubblicata negli Acta Eruditorum del 1758

- (LA) Institutiones philosophicae ac mathematicae, vol. 3, Firenze, Bernardo Paperini, 1732.
- (LA) Institutiones philosophicae ac mathematicae, vol. 4, Firenze, Bernardo Paperini, 1733.
- Ragionamento istorico sopra la Valdichiana, Firenze, 1742.
- (LA) Index notarum Graecarum quae in aereis ac marmoreis Graecorum tabulis observantur, Firenze, 1752.
- (LA) De Minnisari aliorumque Armeniae regum nummis et Arsacidarum epocha dissertatio, Firenze, 1754.